# 사우디아라비아의 사형제
사우디아라비아의 사형제는 합법적인 처벌로, 대부분의 사형집행은 참수로 이루어진다. 사우디아라비아는 여전히 이 방법을 사용하는 세계 유일의 국가이다. 2022년에 사우디아라비아의 사형집행 기록은 196건에 이르렀으며, 이는 지난 30년 동안 사우디아라비아에서 가장 높은 사형집행 건수를 기록한 것이다.
사형 선고는 가능한 경우 샤리아가 규정한(hudud) 형벌을 피한다는 고전적 원칙을 따르는 사법 선고 재량(tazir) 시스템에 거의 전적으로 기반을 두고 있다. 최근 수십 년 동안 정부와 법원은 1970년대 폭력 범죄의 증가에 대응하여 점점 더 많은 형을 선고했다. 이는 20세기 후반 미국과 중국 본토의 유사한 발전과 유사했다. 참수에 의한 처형이 공개적으로 이루어지면서 왕국의 수도 리야드에 중앙 광장이 생겼으며, 이는 서구에서 "찹찹 광장"으로 알려져 있다.
왕국은 2015년에 최소 158명, 2016년에 최소 154명, 2017년에 최소 146명, 2018년에 149명, 2019년에 184명, 2020년에 69명, 2022년에 196명, 2023년에 172명, 2024년에 213명을 처형했다(10월 9일 기준). 2020년에 급격한 감소는 사우디아라비아가 마약 관련 범죄와 기타 비폭력 범죄에 대한 사형 폐지를 제안함에 따라 마약 관련 범죄에 대한 사형 유예로 인한 것이었다. 또한 2020년 4월 26일에는 범죄를 저지른 미성년자에 대한 사형 집행이 종료되는 법령이 제정되었다. (사우디아라비아는 아동권리협약에 서명했음에도 불구하고 이전에 이 사람들을 처형한 적이 있다.) 그럼에도 불구하고 유럽 사우디 인권기구에 따르면 2021년에는 67건의 사형이 집행되었는데, 이는 전년도의 두 배 이상 증가한 수치이다. 2022년 1월에는 미성년자 12명을 포함해 최소 43명의 구금자가 처형 위협을 받았다. 2022년 3월 12일, 사우디아라비아는 81명을 처형했는데, 그 중 7명은 예멘인이고 그 중 1명은 시리아인이었다. 이는 사우디 역사상 알려진 최대 규모의 대량 처형이었다.